# Арка нейтралітету
37°52′56″ пн. ш. 58°20′00″ сх. д. / 37.88218° пн. ш. 58.3333° сх. д.
Арка нейтралітету (туркм. Bitaraplyk binasy) — монумент в Ашхабаді, що проіснував 1998—2010 рр. на центральній площі.
Будівництво коштувало 12 мільйонів доларів. Пам'ятник увінчаний 12-метровою (39 футів) високою позолоченою статуєю Ніязова, яка завжди оберталася обличчям до сонця.

Один з найвідоміших символів правління Сапармурата Ніязова (Туркменбаші).
В 2010—2011 рр Арку нейтралітета було демонтовано та перенесено на нове місце — у південну частину міста Ашхабад.
12 грудня 2011 року Арка нейтралітету була знову відкрита.

## Опис
Арка споруджена в 1996—1998 роках за розпорядженням Сапармурата Туркменбаші. Була побудована турецькою фірмою «Полімекс» і урочисто відкрита 12 грудня 1998.
.
Три пілона, що широко розкинулись, підтримують багаторівневу споруду заввишки 83 м, 
увінчані 12 м позолоченим скульптурним зображенням Президента Туркменістану Сапармурата Туркменбаші на тлі прапора, що розвівається. 
Вся ця композиція до перенесення повільно оберталася по ходу руху сонця і здійснювала за добу повний оборот навколо своєї осі. 
Віссю же всієї споруди є панорамний ліфт, що прямує на декілька кругових оглядових майданчиків, звідки відкривається вид на столицю.

## Перенесення монументу
26 серпня 2010 року позолочену статую Сапармурата Ніязова на вершині Арки нейтралітету демонтували.
Демонтаж самої Арки нейтралітету був продовжений. 
Уряд країни мотивував перенесення Арки необхідністю ще більше поліпшити архітектурне обличчя столиці.
Для цього було прийнято рішення демонтувати Арку нейтралітету і відтворити цей пам'ятник у вигляді Монумента нейтралітету у південній частині Ашхабада, на проспекті Бітарап Туркменістан (Нейтральний Туркменістан), у передгір'ях Копетдагу.
Відповідну постанову президент Гурбангули Бердимухамедов підписав у січні 2010 року.
Будівельні роботи завершилися в жовтні 2011 року, до 20-річчя незалежності Туркменії. 
Висота нового монумента, відкритого 12 грудня 2011 р склала 95 м, що на 20 метрів вище колишньої Арки.
.
Демонтаж Арки нейтралітету і відтворення її на новому місці були доручені все тій же фірмі Полімекс, що раніше побудувала монумент.
Статуя більше не обертається, але оглядовий майданчик все ще зазвичай відкритий для відвідувачів.